# Paradiso (métro de Turin)
Pour les articles homonymes, voir Paradiso (homonymie).
Paradiso est une station de la ligne 1 du métro de Turin, située corso Francia, la plus longue avenue de Turin. Elle constitue le premier arrêt sur le territoire de Collegno (avant le terminus de Fermi), à quelques pas de la commune voisine de Turin.
L'arrêt a été inauguré en février 2006, à la suite de l'ouverture de la première section du métro de Turin, puis limitée à la voie qui reliait le XVIII décembre à Fermi.
À l'intérieur de la station, se trouvent des œuvres d'Ugo Nespolo représentant des symboles de l'industrie turinoise.